# Margaretha Lupac
Margaretha Lupac (* 28. April 1910 in Wien; † 17. Februar 1999 ebenda) war eine österreichische Philanthropin, Mäzenin und Stifterin. Ihr Vater Wenzel Lupač stammte aus Strachoňovice in Mähren und war als Kanzleidiener bei der Südbahn-Gesellschaft beschäftigt. Ihre Mutter Maria stammte aus Wien.

## Leben
Margaretha Lupac war im Zweiten Weltkrieg Rotkreuz-Helferin. Sie war damit auch beschäftigt, Angehörige der deutschen Wehrmacht aus dem damals besetzten Österreich aus Prag und Brünn in ihre Heimat zurückzuholen, um ihnen die Möglichkeit zu geben in damals „kriegswichtigen Betrieben“ zu arbeiten.
Die Erlebnisse im Zweiten Weltkrieg, aber auch das soziale Elend, die Arbeitslosigkeit und die wirtschaftliche Not in der Ersten Republik haben aus Margaretha Lupac eine außergewöhnliche Patriotin gemacht. Sie sah den Aufruf Leopold Figls, wo er unter anderem in der Weihnachtsansprache sagte: „...Ich kann Euch nur bitten, glaubt an dieses Österreich!“ als ihr Lebensmotto.
Sie selbst urteilte über Österreich später:

„Österreich ist immer der Zeigefinger der Welt gewesen, der Zeiger der Weltuhr.“

Von 1949 bis zu ihrer Pensionierung 1973 arbeitete sie im Österreichischen Wirtschaftsverlag als Inkassantin.
Sie hinterließ nach zahlreichen Gesprächen mit Parlaments-Mitarbeiterinnen und -Mitarbeitern sowie mit dem damaligen Präsidenten Heinz Fischer ihr gesamtes Vermögen im Wert von 1,5 Millionen Euro der Republik Österreich für Zwecke des Parlaments. Das Parlament gründete mit dem erhaltenen Betrag die Margaretha Lupac-Stiftung für Parlamentarismus und Demokratie.